# Бэйли, Келли
Келли Бэйли (англ. Kelly Bailey) — американский композитор, звукорежиссёр и программист, прежде всего известный как главный дизайнер по звуковой и музыкальной части в компании Valve. Проживает в Сиэтле и является ведущим участником музыкальной группы Lucy’s Fishing Trip.

## Биография
Изначально Келли Бэйли работал в корпорации Microsoft на должности менеджера продукции (англ. product unit manager). Также он активно занимался программированием баз данных и сетевых приложений.
В конце 90-х годов Келли Бэйли присоединился к американской компании Valve, которая на то время работала над своей первой игрой — Half-Life. Он написал всю музыку и сделал все звуковые эффекты к играм линейки Half-Life 1 (за исключением саундтрека, используемого в Half-Life: Opposing Force и Half-Life: Blue Shift, автором которого является Крис Дженсен), а также написал звуковой код, который позволил сделать ему оригинальные на то время DSP-эффекты и необычно звучащую речь у персонажей. Кроме этого, лицо Бэйли (наряду с тремя другими сотрудниками Valve) было использовано при моделировании лица основного персонажа вселенной Half-Life Гордона Фримена. Впоследствии Бэйли работал над всеми остальными играми, разработанными Valve, вплоть до игр Half-Life 2: Episode Two и Portal 2007 года выпуска.
В начале марта 2011 года игровой общественности стало известно, что ещё в 2010 году Келли Бэйли покинул Valve. Пользователи сайта Lambda Generation заметили, что из списка сотрудников компании Valve, который находится на её официальном сайте, исчезло упоминание Келли Бэйли. Тогда они связались с сотрудником Valve, который сообщил, что Бэйли «уже давно нас покинул». Преемником Бэйли на посту главного композитора и звукорежиссёра стал Майк Мораски (англ. Mike Morasky), который участвовал при написании музыки к Team Fortress 2, Portal, Left 4 Dead и Left 4 Dead 2.
7 мая 2011 года Майк Мораски в интервью сайту podcast17 сообщил, что Бэйли после ухода занялся своими собственными проектами, но существует вероятность его возвращения в Valve.
15 января 2014 года Майк Мораски на конференции «Steam Dev Days» заявил, что Бэйли возвращается в Valve.
18 марта 2016 года в Forbes появилась статья об окончательном уходе Бэйли из Valve и основании им собственной студии разработки игр IndiMo Labs. Первой разработанной игрой студии является Vanishing Realms: Rite of Steel — ролевая игра для шлемов виртуальной реальности HTC Vive, доступная в раннем доступе с 5 апреля 2016 года в Steam.

## Игрография
- Half-Life (1998) — композитор, звукорежиссёр, звукооператор, актёр озвучки (HECU, костюм H.E.V.)
- Half-Life: Opposing Force (1999) — звукорежиссёр, звукооператор
- Half-Life: Blue Shift (2001) — звукорежиссёр, звукооператор, актёр озвучки (HECU)
- Half-Life: Decay (2001) — звукорежиссёр, звукооператор
- Half-Life 2 (2004) — композитор, звукорежиссёр, звукооператор, актёр озвучки (Патруль Альянса, костюм H.E.V.)
- Half-Life 2: Episode One (2006) — композитор, звукорежиссёр, звукооператор, актёр озвучки (Патруль Альянса, костюм H.E.V.)
- Half-Life 2: Episode Two (2007) — композитор, звукорежиссёр, звукооператор, актёр озвучки (Патруль Альянса, костюм H.E.V.)
- Team Fortress 2 (2007), совместно с Майком Мораски — композитор, звукорежиссёр, звукооператор
- Portal (2007), совместно с Майком Мораски и Джонатаном Коултоном — композитор, звукорежиссёр, звукооператор
- Counter Strike: Global Offensive (2012)
- Vanishing Realms: Rite of Steel (2016)